# Instituto de Estudios Fiscales
El Instituto de Estudios Fiscales (IEF) es el principal centro de investigación en España sobre economía pública y política fiscal. Junto con su función de investigación económica realiza una labor de formación y capacitación del personal de las Administraciones Públicas a través de la Escuela de la Hacienda Pública, así como labores de asistencia técnica internacional. Forma parte del Ministerio de Hacienda de España.

## Historia
El Instituto de Estudios Fiscales se crea por el Decreto 2273/1960, de 1 de diciembre, con el objeto de «la realización de los estudios e informes que en relación con las instituciones, organización y procedimiento de la Hacienda Pública española y extranjera se le encomienden por el Ministro del Departamento o se acuerden por su Consejo Rector. El Instituto de Estudios Fiscales cuidará además de la difusión de cuantos trabajos o antecedentes estime conveniente para el mejor conocimiento de la actividad de la Hacienda Pública».
En 1987 se integra en el Instituto la Escuela de Hacienda Pública, creada dos años antes a partir de la fusión de la Escuela de Inspección Financiera y Tributaria (creada en 1974) y la Escuela Oficial de Aduanas (creada en 1919). La Escuela fue un organismo autónomo independiente del IEF entre 1988 y 1993, cuando el IEF se organizó como una dirección general de la Secretaría de Estado de Hacienda y absorbió de forma definitiva a la Escuela.
Con algunas modificaciones de adscripción y rango en los años venideros, no sufrió mayores cambios hasta el año 2000, cuando se aprueba la Ley 14/2000, de 29 de diciembre, de Medidas fiscales, administrativas y del orden social. Esta ley, en su artículo 51, transforma el IEF en un organismo autónomo adscrito al Ministerio de Hacienda a través de la Secretaría de Estado de Hacienda y unos meses más tarde, se aprueba su Estatuto.
El Estatuto fue reformado por el Real Decreto 352/2011, de 11 de marzo, y posteriormente por el Real Decreto 256/2012, de 27 de enero. Estas dos modificaciones transofrman la estructura orgánica del Instituto con el objetivo de dar una «respuesta racionalizadora de las Administraciones públicas de adecuación de sus organismos a las necesidades devenidas y a los nuevos entornos y demandas de servicios, así como a los retos planteados por el necesario saneamiento del déficit presupuestario, el aumento de la eficiencia del sector público y la satisfacción de las demandas ciudadanas».

## Funciones
Además de las funciones propias de gestión de un organismo autónomo, posee cinco grandes funciones que definen su actividad:
1. La investigación, estudio y asesoramiento económico y jurídico en las materias relativas a los ingresos y gastos públicos y su incidencia sobre el sistema económico y social, así como el análisis y explotación de las estadísticas tributarias.
2. La asistencia y colaboración con los órganos de la Administración encargados de convocar las pruebas de acceso para la selección de funcionarios de Cuerpos adscritos a los Ministerios de Hacienda y de Economía con funciones de administración y gestión de la Hacienda Pública.
3. La formación de los funcionarios y otro personal en las materias específicas de la Hacienda Pública, incluyendo las técnicas de administración y gestión financiera y tributaria, de presupuestación y gasto público, así como las demás actividades formativas que le sean encomendadas, elaborando al efecto los correspondientes programas formativos a medio y largo plazo.
4. El desarrollo de relaciones de coordinación y cooperación con otros centros, institutos, escuelas de Administración pública, Universidades, instituciones, organismos y otras Administraciones financieras, nacionales e internacionales, en materia de estudios e investigación sobre sistemas tributarios y gasto público o de formación y perfeccionamiento de personal con funciones administrativas en estas materias.
5. La edición y difusión de las publicaciones oficiales relacionadas con la actividad propia del Instituto para el mejor cumplimiento de las competencias descritas en los párrafos anteriores.

## Directores del Instituto
| N.º | Nombre                         | Inicio | Final |
| --- | ------------------------------ | ------ | ----- |
| 1   | Antonio Barrera de Irimo       | 1960   | 1968  |
| 2   | Rafael Acosta España           | 1968   | 1970  |
| 3   | Enrique Fuentes Quintana       | 1970   | 1976  |
| 4   | Carlos Cubillo Valverde        | 1976   | 1976  |
| 5   | César Albiñana García-Quintana | 1976   | 1987  |
| 6   | Josep María Vegara Carrió      | 1987   | 1989  |
| 7   | Miguel Ángel Lasheras Merino   | 1989   | 1993  |
| 8   | Juan Antonio Garde Roca        | 1993   | 1996  |
| 9   | Teodoro Cordón Ezquerro        | 1996   | 1997  |
| 10  | Jesús Bermejo Ramos            | 1997   | 2000  |
| 11  | Juan José Rubio Guerrero       | 2000   | 2004  |
| 12  | Jesús Ruiz-Huerta Carbonell    | 2004   | 2008  |
| 13  | José María Labeaga Azcona      | 2008   | 2012  |
| 14  | José Antonio Martínez Álvarez  | 2012   | 2017  |
| 15  | José Alberto Plaza Tejera      | 2017   | 2018  |
| 16  | Alain Cuenca García            | 2018   | Pres. |

## Publicaciones
El Instituto de Estudios Fiscales publica la revista Hacienda Pública Española, una de las cuatro revistas científicas españolas en el área de economía que se encuentran indexadas en el Journal Citation Reports. También fue el responsable de publicar la Revista Española de Economía desde el año 1971 en que se fundó hasta 1996. Esta revista dio origen a la Asociación Española de Economía, que se encargó de su publicación en adelante bajo el nombre de Spanish Economic Review. En la actualidad, tras su fusión con la revista Investigaciones Económicas, su nombre a pasado a ser SERIEs - Journal of the Spanish Economic Association. Esta es otra de las cuatro revistas científicas españolas en el área de economía indexadas en el Journal Citation Reports.
Otras revistas publicadas por el Instituto son Presupuesto y Gasto Público, Crónica Tributaria y Crónica Presupuestaria